# Kreuzkirche (Eickeloh)

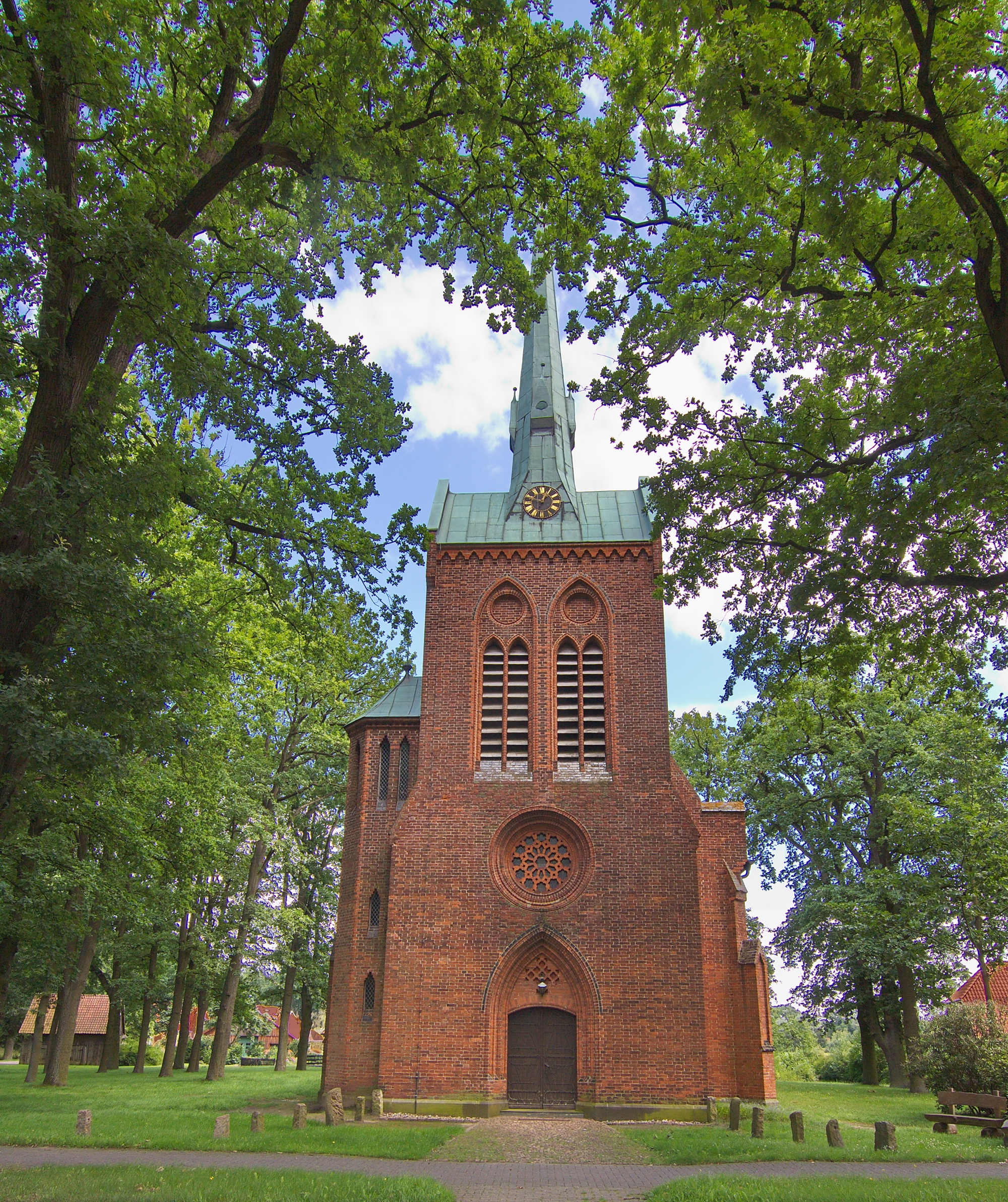
Kirche Zum heiligen Kreuz

Die evangelisch-lutherische denkmalgeschützte Kreuzkirche steht in Eickeloh, einer Gemeinde im Landkreis Heidekreis in Niedersachsen. Die Kirchengemeinde gehört zum Kirchenkreis Walsrode der Evangelisch-lutherischen Landeskirche Hannover.

## Beschreibung
Die neugotische Kirche wurde nach einem Entwurf von Conrad Wilhelm Hase 1866–1868 gebaut. Der schmale Fassadenturm ist mit einem quergerichteten Satteldach bedeckt, aus dem sich ein Dachreiter erhebt. Die Hallenkirche hat gangartige Seitenschiffe. Über dem Portal an der Fassade des Turms befindet sich eine Fensterrose, darüber zwei benachbarte Biforien als Klangarkaden.
Die Kirchenausstattung aus der Bauzeit ist weitgehend erhalten. Der Altar und die Kanzel sind aus Backstein gemauert. Die Orgel auf der Empore im Westen hat 14 Register, verteilt auf 2 Manuale und Pedal. Sie wurde 1868 von Folkert Becker gebaut und 1988 von Orgelbauwerkstatt Führer restauriert.